# Liste des émissions d'Hier, aujourd'hui, demain

Hier, aujourd'hui, demain était une émission de télévision culturelle française mensuelle présentée (un mercredi par mois) par Frédéric Taddeï, programmée à partir de septembre 2016 en deuxième partie de soirée sur France 2 (à partir de 23 h 30). Commencée avec la diffusion d'un premier numéro le 21 septembre 2016, l'émission est arrêtée au terme de son unique saison, après la diffusion d'un dernier numéro le 8 juin 2017.

## Liste des émissions

### #01 – 21/09/2016
Invités :
- Jean Baubérot: livre Manuel pour une laïcité apaisée.
- Gilles Harpoutian: livre Petite histoire des grandes impostures scientifiques.
- Nicolas Chevassus-Au-Louis: livre «Malscience : de la fraude dans les labos.
- Hélène L'Heuillet: livre Du voisinage : réflexions sur la coexistence humaine.
- Alain Badiou: livre La Vraie vie, appel à la corruption de la jeunesse.
- Débat sur les thèmes "Présidentielles : Pourquoi autant de candidats ?" et "Et la femme créa Hollywood" et autour du livre Histoire d'Œils de Philippe Costamagna (chez Grasset) avec :
  - Alain Duhamel: livre Pathologie politiques françaises,
  - Alain Garrigou: livre Histoire sociale du suffrage universel en France,
  - Anne Levade, présidente de la Haute autorité de la primaire de la droite,
  - Arnaud Le Pillouer: livre A quoi servent les élections ?.
- les réalisatrices Julia et Clara Kuperberg.
- l'historien d'art Philippe Costamagna.

### #02 – 19/10/2016
Invités :
- Régis Debray: livre Allons aux faits. Croyances historiques et vérités religieuses, chez Gallimard.
- Michel Pastoureau: livre Histoire d'une couleur : le rouge, au Seuil.
- Sylvie Brunel: livre Croquer la pomme, chez JC Lattès.
- Débat sur le thème "L'idée que l'on se fait des filles" avec :
  - Véronique Blanchard: livre Mauvaises filles. Incorrigibles et rebelles, chez Textuel.
  - Agnès Giard: livre Un désir d'humain. Les love doll au Japon, aux Belles Lettres.
- Débat sur le thème "Mon téléphone est-il mon meilleur ami ?" avec :
  - le journaliste Nicolas Santolaria: livre Dis Siri. Enquête sur le génie à l'intérieur du téléphone, chez Anamosa.
  - le philosophe Maurizio Ferraris: livre Mobilisation totale, aux PUF
  - le philosophe Éric Sadin: livre La Silicolonisation du monde, à L'Echappée.
- Ali Laïdi: livre Histoire mondiale de la guerre économique, chez Perrin.
- Jacques Portes: livre La Véritable Histoire de l'ouest américain, chez Armand Colin.

### #03 – 16/11/2016
Invités :
- l'ancien Premier ministre Dominique de Villepin: livre Mémoire de paix pour temps de guerre.
- la philosophe Claudine Cohen: livre Femmes de la préhistoire.
- les historiens Alain Corbin et Georges Vigarello: livre Histoire des émotions.
- la philosophe Catherine Larrère: livre Révolutions animales.
- Débat sur le thème "Economie, travail, impôts : ils combattent les idées reçues" avec :
  - l'économiste Eloi Laurent: livre Nouvelles mythologies économiques,
  - les journalistes Julien Brygo et Olivier Cyran: livre Boulots de merde,
  - l'avocat fiscaliste Thierry Aschrift: livre Tyrannie de la redistribution,
- l'historien d'art Hector Obalk: livre Michel-Ange, le premier livre d'art en BD.

### #04 – 14/12/2016
Invités :
- l'essayiste Emmanuel Todd évoque l'élection de Donald Trump.
- le philosophe Alain Deneault évoque « La Médiocratie » (Lux).
- l'historien Alain Cabantous se confie sur le thème de « Noël une si longue histoire » (Payot).
- les psychiatres Patrick Lemoine et Boris Cyrulnik évoquent « La Folle histoire des idées folles en psychiatrie » (Odile Jacob).
- la journaliste Cécile Cazenave aborde la question des «Terres à vendre» (Intervalles).
- l'historienne Charlotte Duvette commente les «Intérieurs parisiens du Moyen Âge à nos jours» (Parigramme).
- le chirurgien Laurent Alexandre évoque le caractère inéluctable du transhumanisme.

### #05 – 25/01/2017
Invités :
- La journaliste Marie-Ève Malouines publie «Seul en son palais», chez Stock.
- Le politologue Sebastian Roché évoque «De la police en démocratie», publié chez Grasset.
- L'historien Patrick Boucheron commente la sortie de l'ouvrage collectif Histoire mondiale de la France, au Seuil.
- L'économiste Michel Aglietta, l'essayiste Coralie Delaume et l'ancien ministre des Affaires étrangères Hubert Védrine débattent au sujet de l'Europe.
- Le psychanalyste Philippe Grimbert publie «Le Sexe», chez Flammarion.
- Le réalisateur et scénariste Fabrice Canepa fait la promotion de son ouvrage «Alien : 70 ans de culture et de contre-culture», publié chez Tana éditions.

### #06 – 09/03/2017
Invités :
- Marcel Gauchet publie «L'Avènement de la démocratie. Le nouveau monde», chez Gallimard.
- Antoine Buéno publie «No vote. Manifeste pour l'abstention», chez Autrement.
- Hélène Bekmezian commente la sortie de son livre «J'irai dormir à l'assemblée», publié chez Grasset
- Nathalie Nieson commente la sortie de son livre «La Députée du coin», au Seuil.
- Jacques Lecomte publie «Le monde va mieux que vous ne le pensez», aux Arènes.
- Michel Serres publie «La Légende des anges», au Pommier.
- Jean Viard publie «Le Triomphe d'une utopie», aux éditions de l'Aube.
- Juliette Volcler publie «Contrôle. Comment s'invente l'art de la manipulation sonore», à la Découverte.
- Denis Bruna évoque l'exposition «Tenue correcte exigée. Quand le vêtement fait scandale», aux Arts décoratifs, à Paris

### #07 – 06/04/2017
Invités :
- Nathalie Heinich, sociologue.
- François De Smet, philosophe.
- Fatou Diome, écrivaine.
- Alessandro Pignocchi, chercheur en sciences cognitives.

Frédéric Taddeï reçoit la sociologue Nathalie Heinich pour fêter un anniversaire que personne ne pense à fêter: le centenaire de l'art contemporain. 
Peut-on avoir un siècle et toujours être l'art d'aujourd'hui? 
A quelques semaines de l'élection présidentielle, Frédéric Taddeï et ses invités s'interrogent sur ce qui guide les choix. L'homme est-il libre de ses choix ? Ses valeurs sont-elles vraiment les siennes ? 
Le philosophe François de Smet et la sociologue Nathalie Heinich ne le pensent pas. 
L'écrivaine Fatou Diome s'interroge sur ce qu'est l'identité nationale, elle qui a fait le choix d'être française. 
Le chercheur en sciences cognitives Alessandro Pignocchi regarde les Français avec les yeux d'un anthropologue Jivaro, et se demande ce que décideraient les animaux, les plantes et les fleuves si on leur laissait le choix.

### #08 – 11/05/2017
Invités : 
- Emmanuel Dockès
- Matthieu Lecoutre
- Wilfried Lignier
- Baptiste Monsaingeon
- Matthieu Niango
- Julie Pagis
- Dominique Soltan
- Frédéric Soltan

Emmanuel Dockès auteur de «Voyage en Misarchie», expose dans cet ouvrage des pistes originales pour repenser la société dans tous ses aspects : démocratie participative, éducation des enfants, propriété, liberté d'entreprendre, services publics, liberté des mœurs.

### #09 – 08/06/2017
Invités : 
- Régis Debray : Sommes-nous tous devenus américains ?
- Christophe Granger : le corps dans tous ses états
- Maryse Jaspard : les comportements sexuels des hommes et des femmes du Moyen Age à nos jours
- Jean-Noël Fabiani : les 30 histoires insolites qui ont fait la médecine moderne.
- Laurent Lemire : à quoi servent les monstres ?
- Clothilde Roullier et Philippe Bettinelli : l'État a-t-il du goût ?